# Inquisitor kurodai
Inquisitor kurodai é uma espécie de gastrópode do gênero Inquisitor, pertencente a família Pseudomelatomidae.